# TBL1X
La transducina beta tipo 1X-linked (TBL1X) es una proteína codificada en humanos por el gen TBL1X.

## Función
La proteína codificada por este gen presenta una secuencia similar a la que poseen los miembros de la familia de proteínas que contienen repeticiones WD40. El grupo WD40 es una extensa familia de proteínas que parecen poseer una función reguladora. Se piensa que las repeticiones WD40 median en interacciones proteína-proteína. Los miembros de esta familia están implicados en transducción de señales, procesamiento del ARN, regulación de la expresión génica, tráfico vesicular, ensamblaje del citoesqueleto, y podrían desempeñar un papel en el control de la diferenciación celular. La proteína TBL1X es una subunidad del correpresor SMRT (mediador de silenciamiento para receptores retinoides y tiroideos) junto con la histona deacetilasa 3. El gen TBL1X es adyacente al gen del albinismo ocular y se piensa que podría estar implicado en la patogénesis del albinismo ocular con fenotipo de sordera sensorineural. Este gen es muy similar al gen TBL1Y situado en el cromosoma Y.

## Interacciones
La proteína TBL1X ha demostrado ser capaz de interaccionar con:
- NCOR1[2][3][4][5]
- NCOR2[2][6][4][5]
- GPS2[3]
- HDAC3[3][5]